# Голубая мадагаскарская кукушка
Голуба́я мадагаска́рская куку́шка (лат. Coua caerulea) — вид птиц из семейства кукушковых (Cuculidae). Эндемичны для острова Мадагаскар, где распространены в северо-западных и восточных районах. Естественные места обитания — субтропические и тропические леса, низменности, мангровые леса.

## Внешний вид и образ жизни
Голубая мадагаскарская кукушка достигает длины 18,9—19,7 см и массы от 30 до 60 г. Оперение тёмно-синее, со светло-синими овалами вокруг глаз и клюва. Гнезда строят в кронах деревьев или в кустарнике. В кладке только одно яйцо.

## Питание
Питается в основном насекомыми, такими как цикадовые или гусеницы, палочники которых обычно собирают с листьев, а также разнообразными фруктами. Рептилии, такие как хамелеоны или различные земноводные, также собираются с земли в пищу. 

## Охранный статус
Сообщается, что этот вид обычен в подходящей среде обитания, и динамика его численности представляется стабильной. Международный союз охраны природы (МСОП) классифицировал охранный статус этой птицы как вызывающий наименьшее беспокойство.